# Mondo (Tchad)
Pour les articles homonymes, voir Mondo.
Mondo est une petite ville du Tchad.
Elle est le chef-lieu du département du Wadi Bissam dans la région du Kanem.

## Géographie
Climat favorable, belle ville entourée par plusieurs villages (Habani Bouloutouwa Kokodé Guellis Aboumagal...)